# Palaeotype submarginata
Palaeotype submarginata är en fjärilsart som beskrevs av Rothschild 1916. Palaeotype submarginata ingår i släktet Palaeotype och familjen björnspinnare. Inga underarter finns listade i Catalogue of Life.